# Анюйский хребет
Анюйский хребет (Южно-Анюйский хребет) — горный хребет в России. Расположен в Чукотском автономном округе между реками Большой Анюй и Малый Анюй. Наивысшая точка Анюйского хребта — Пик Блохина (1779 м).
Анюйский хребет является частью Восточно-Сибирского нагорья. На севере он граничит с Восточно-Сибирским морем, на востоке — с Анадырским хребтом, на юго-востоке — с Анадырским плоскогорьем, на юго-западе — с Колымским нагорьем, и на западе — с Восточно-Сибирской низменностью.
Анюйский хребет сложен песчаниками, сланцами, аргиллитами, прорванными гранитными интрузиями. Хребет покрыт растительностью. В долинах рек расположены редкие лиственничные леса, склоны гор покрыты тундровой растительностью, а на вершинах — горная тундра.